# Justicia nigerica
Justicia nigerica är en akantusväxtart som beskrevs av Spencer Le Marchant Moore. Justicia nigerica ingår i släktet Justicia och familjen akantusväxter. Inga underarter finns listade i Catalogue of Life.